# حسن عباسی‌فر
حسن عباسی‌فر (متولد ۲۰ مرداد ۱۳۵۱)، استاد بزرگ شطرنج و عضو پیشین تیم ملی شطرنج جمهوری اسلامی ایران می‌باشد، که از اردیبهشت ۱۴۰۲ در مسابقات بین‌المللی با پرچم اسپانیا شرکت می‌کند.

## افتخارات
وی در سال ۱۳۹۲ و از سوی فدراسیون جهانی شطرنج به عنوان استاد بزرگ شطرنج معرفی شد، تا بدین ترتیب نهمین فرد ایرانی باشد که به این عنوان دست می‌یابد.
وی اولین استاد بزرگ شطرنج شیراز و استان فارس محسوب می‌شود، که در سالهای ۱۳۶۹ و ۱۳۷۰ قهرمان شطرنج استان فارس شد. در سال ۷۰ تا ۷۳ قهرمان ارتش شد. وی در سال در ۱۳۷۳ توانست به فینال مسابقات قهرمانی کشور برسد و مقام نایب قهرمانی را کسب کند، تا به عنوان عضو تیم ملی شطرنج ایران راهی المپیاد جهانی روسیه شود. او در سال ۱۳۷۴، قهرمان تورنمنت بین‌المللی شطرنج آذربایجان شد و در مسابقات قهرمانی نیمه سریع کشور نیز در جایگاه دوم ایستاد.
او در سال ۱۳۷۷ با مغلوب کردن بازیکنان مطرح شطرنج ایران، با اختلاف ۱٬۵ امتیاز نسبت به نفر دوم مقام قهرمانی شطرنج ایران را از آن خود کرد. و در المپیاد ترکیه به عنوان عضو تیم ملی شرکت کرد او در همان سال در مسابقات قهرمانی دانشجویان جهان در کشور هلند حضور یافت، و همچنین در قالب تیم ملی شطرنج ایران در مسابقات آسیایی در کشور چین موفق به کسب مدال طلای انفرادی شد.
در سال ۱۳۷۸ بسیاری از مسابقات آزاد کشوری را فتح کرد و نایب قهرمان کشور شد و در مسابقات آزاد یمن شرکت نمود
وی در سال ۱۳۷۹ به مقام نایب قهرمانی شطرنج کشور رسید و به مسابقات المپیاد جهانی کالمیکی اعزام شد. در سال ۱۳۸۱ به عنوان قهرمان دانشجویان کشور، در مسابقات آزاد دانشجویان جهان در کشور مالزی شرکت کرد و به مقام قهرمانی رسید. کسب مقام چهارمی مسابقات قهرمانی دانشجویان جهان در کشور بلغارستان و کسب مقام قهرمانی در تورنمت‌های آزاد کشورهای گرجستان و روسیه سایر عناوین کسب شده توسط او هستند.
در سال ۱۳۹۷ در مسابقات مجارستان قهرمان شد.
همچنین مربیگری تیم ملی نوجوانان شطرنج در مسابقات بین‌المللی ترکیه و هند و مسابقات آسیایی سنگاپور، ریاست هیئت شطرنج استان فارس به مدت هشت سال، تأسیس اولین مدرسه شطرنج در استان فارس، و تألیف چندین کتاب در زمینه شطرنج از جمله سایر فعالیتهای وی در عرصه شطرنج کشور بوده‌است.
همچنین کارشناس ارشد تربیت بدنی - مسئول کمیته مناطق عضو کمیته مربیان و عضو کمیته آموزش فدراسیون شطرنج ایران نیز می‌باشد.